# لورنس مكينلي قاولد
لورنس مكينلي قاولد (بالإنجليزية: Laurence McKinley Gould)‏ هو جيولوجي أمريكي، ولد في 22 أغسطس 1896 في بلدة جنيف في الولايات المتحدة، وتوفي في 21 يونيو 1995.

## وصلات خارجية
- لورنس مكينلي قاولد على موقع IMDb (الإنجليزية)
- لورنس مكينلي قاولد على موقع كينوبويسك (الروسية)